# Hans-Peter Erb
Hans-Peter Erb (* 1958) ist ein deutscher Psychologe und Professor für Sozialpsychologie an der Helmut-Schmidt-Universität/Universität der Bundeswehr Hamburg.

## Leben und Wirken
Erb schloss 1993 ein Psychologiestudium an der Universität Mannheim als Diplom-Psychologe ab. Anschließend absolvierte er sein Promotionsstudium an der Universität Heidelberg bei Klaus Fiedler und Gerd Bohner und wurde dort 1996 promoviert. Es folgten Tätigkeiten als Hochschulassistent und wissenschaftlicher Mitarbeiter an der Universität Würzburg, der University of Maryland (USA), der Psychiatrischen Universitätsklinik Halle-Wittenberg und der Universität Jena, wo er sich 2004 habilitierte. Danach hatte er Vertretungsprofessuren an der Universität Bonn, der Universität Chemnitz und der Universität Magdeburg inne, bis er 2007 an die Helmut-Schmidt-Universität berufen wurde.
Von 2005 bis 2012 war er Herausgeber von Fachzeitschriften wie European Journal of Social Psychology und Social Psychology.

## Forschungsschwerpunkte
Seine Forschungsschwerpunkte sind Urteilsbildung im Allgemeinen, Persuasion und sozialer Einfluss durch Minderheiten und Mehrheiten.

## Publikationen (Auswahl)
- mit Gerd Bohner, Knut Schmälzle, Susanne Rank: Beyond conflict and discrepancy: Cognitive bias in minority and majority influence. In: Personality and Social Psychology Bulletin, 24, 1998, S. 620–633. doi:10.1177/0146167298246006
- mit Gerd Bohner, Susanne Rank, Sabine Einwiller: Processing minority and majority communications: The role of conflict with prior attitudes. In: Personality and Social Psychology Bulletin, 28, 2002, S. 1172–1182. doi:10.1177/01461672022812003
- mit Antoine Bioy, Dennis Hilton: Choice preferences without inferences: Subconscious priming of risk attitudes. In: Journal of Behavioral Decision Making, 15, 2002, S. 251–262. doi:10.1002/bdm.416
- mit Arie Kruglanski, Woo Young Chun, Antonio Pierro, Lucia Mannetti, Scott Spiegel: Searching for commonalities in human judgment. The parametric unimodel and its dual mode alternatives. In: European Review of Social Psychology, 14, 2003, S. 1–47. doi:10.1080/10463280340000009
- mit Gerd Bohner: Social influence and persuasion: Recent theroretical developments and integrative attempts. In: Klaus Fiedler (Hrsg.), Frontiers of Social Psychology: Social Communication. Psychology Press, New York 2007, S. 191–221.
- mit Dennis Hilton, Gerd Bohner, Lucia Roffey: The minority decision – A risky choice. In: Journal of Experimental Social Psychology, 57, 2015, S. 43–50. doi:10.1016/j.jesp.2014.11.003
- mit Judith Balzukat: Sozialpsychologie für Dummies. Wiley, Weinheim 2025, ISBN 978-3-527-72170-2.